# Предоза
Предоза (італ. Predosa, п'єм. La Priosa) — муніципалітет в Італії, у регіоні П'ємонт,  провінція Алессандрія.
Предоза розташована на відстані близько 450 км на північний захід від Рима, 85 км на південний схід від Турина, 19 км на південь від Алессандрії.
Населення — 2064 особи (2014).

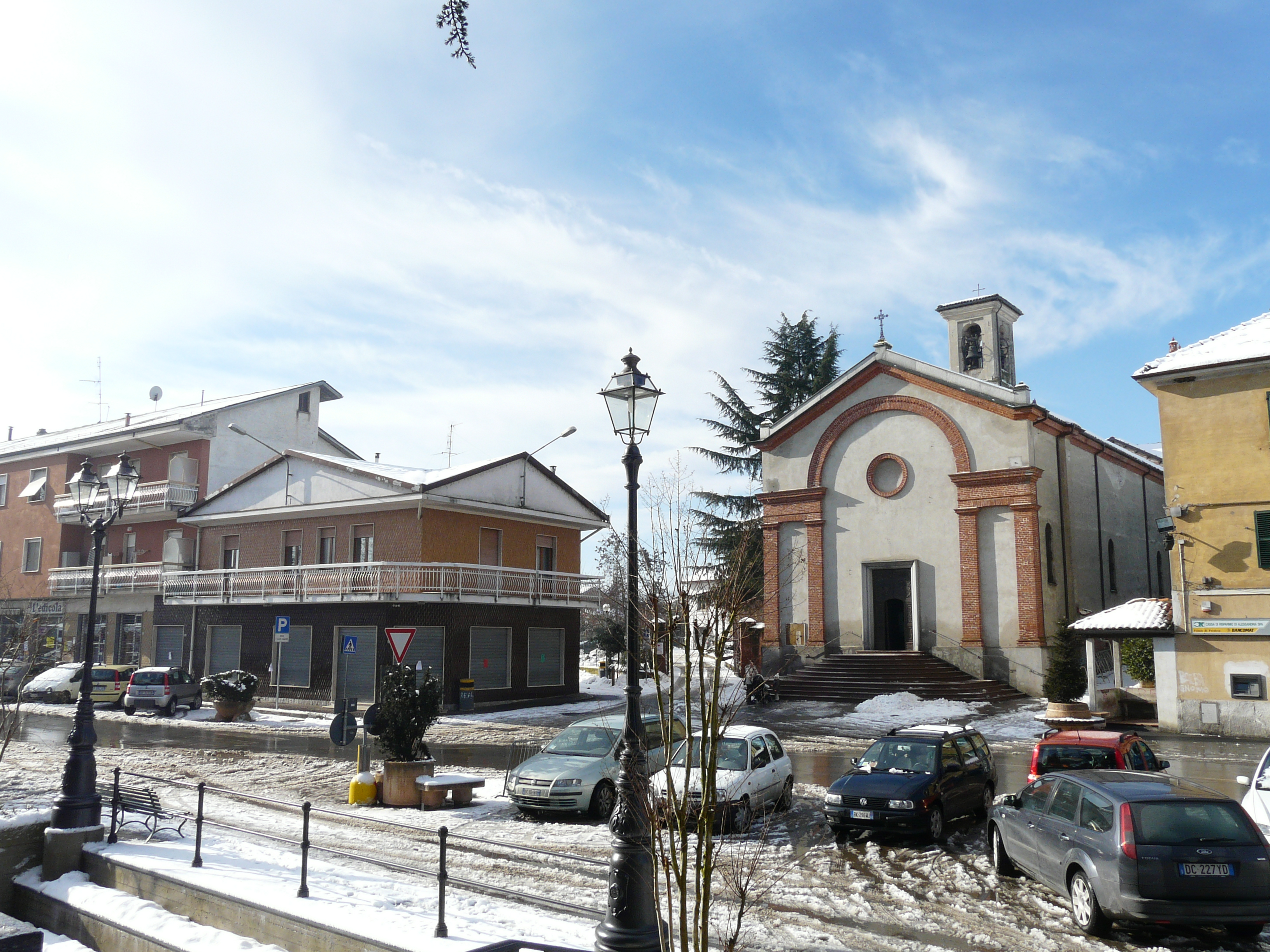

Щорічний фестиваль відбувається 8 вересня. 

## Демографія
Населення за роками:

Станом на 1 січня 2023 року в муніципалітеті офіційно проживали 144 іноземці з 18 країн, серед них 80 громадян країн Євросоюзу.

## Сусідні муніципалітети
- Базалуццо
- Боско-Маренго
- Капріата-д'Орба
- Карпенето
- Казаль-Чермеллі
- Кастеллаццо-Борміда
- Кастельспіна
- Фрезонара
- Рокка-Гримальда
- Сеццадіо